# ジャイアント・シルバ
ジャイアント・シルバ（Giant Silva、1963年7月21日 - ）は、ブラジルのプロレスラー、総合格闘家、元バスケットボーラー。

## 来歴
ソウルオリンピックとバルセロナオリンピックでバスケットボールブラジル代表として出場した。
その後WWF（現在のWWE）にスカウトされプロレスラーに転向、ドリー・ファンク・ジュニアとトム・プリチャードのコーチを受け、1998年にデビュー。クルガンやゴルガとの怪物ユニット「ヒューマン・オディティーズ」の一員となり、当初はヒール、後にベビーフェイスとしてカイエンタイなどと抗争した。WWF退団後はメキシコのCMLLにも参戦。
2001年9月に蝶野正洋に勧誘され、TEAM 2000のメンバーとして新日本プロレスに参戦した。同じく巨人レスラーのジャイアント・シンとのタッグチームは「クラブ・セブン」と名付けられた（共に身長が7フィート以上のため）。
2003年12月31日、総合格闘技デビュー及びPRIDE初参戦となったPRIDE SPECIAL 男祭り 2003でヒース・ヒーリングと対戦し、スリーパーホールドで一本負け。
この敗戦後にヘンゾ・グレイシーの元でブラジリアン柔術を始めとする格闘技の基礎を学んだ。
2004年4月25日、PRIDE GRANDPRIX 2004 開幕戦のヘビー級グランプリ1回戦で戦闘竜と対戦し、チキンウィングアームロックで一本勝ち。
2004年6月20日、PRIDE GRANDPRIX 2004 2nd ROUNDのヘビー級グランプリ2回戦で小川直也と対戦し、マウントパンチでTKO負け。
2006年4月2日、PRIDE 武士道 -其の拾-で美濃輪育久と対戦し、グラウンドの膝蹴りでTKO負け。
2006年12月31日、K-1 PREMIUM 2006 Dynamite!!で曙と対戦し、チキンウィングアームロックで一本勝ち。
ハッスルにも高田モンスター軍の一員として参戦していた。

## 戦績
| 総合格闘技 戦績 | 総合格闘技 戦績 | 総合格闘技 戦績 | 総合格闘技 戦績 | 総合格闘技 戦績 | 総合格闘技 戦績 | 総合格闘技 戦績 |
| --------------- | --------------- | --------------- | --------------- | --------------- | --------------- | --------------- |
| 8 試合          | (T)KO           | 一本            | 判定            | その他          | 引き分け        | 無効試合        |
| 2 勝            | 0               | 2               | 0               | 0               | 0               | 0               |
| 6 敗            | 4               | 2               | 0               | 0               | 0               | 0               |

| 勝敗 | 対戦相手               | 試合結果                            | 大会名                                                      | 開催年月日     |
| ○    | 曙                     | 1R 1:02 チキンウィングアームロック  | K-1 PREMIUM 2006 Dynamite!!                                 | 2006年12月31日 |
| ×    | 美濃輪育久             | 1R 2:23 TKO（グラウンドの膝蹴り）   | PRIDE 武士道 -其の拾-                                       | 2006年4月2日   |
| ×    | ジェームス・トンプソン | 1R 1:28 TKO（サッカーボールキック） | PRIDE 男祭り 2005 頂-ITADAKI-                               | 2005年12月31日 |
| ×    | チェ・ム・ベ           | 1R 5:47 肩固め                      | PRIDE 男祭り 2004 -SADAME-                                  | 2004年12月31日 |
| ×    | 杉浦貴                 | 1R 2:35 TKO（パウンド）             | PRIDE 武士道 -其の四-                                       | 2004年7月19日  |
| ×    | 小川直也               | 1R 3:29 TKO（マウントパンチ）       | PRIDE GRANDPRIX 2004 2nd ROUND 【ヘビー級グランプリ 2回戦】 | 2004年6月20日  |
| ○    | 戦闘竜                 | 1R 4:04 チキンウィングアームロック  | PRIDE GRANDPRIX 2004 開幕戦 【ヘビー級グランプリ 1回戦】    | 2004年4月25日  |
| ×    | ヒース・ヒーリング     | 3R 0:35 スリーパーホールド          | PRIDE SPECIAL 男祭り 2003                                   | 2003年12月31日 |

## マネージャー
- ザ・ジャッカル
- ルナ・バション